# Opération Foxley
 (juillet 2014).
L'opération Foxley était un plan élaboré par le Special Operations Executive britannique pour assassiner Adolf Hitler durant la Seconde Guerre mondiale, mais il ne fut pas exécuté. 
Même si cette tentative d'assassinat n'a pas été mise en œuvre, les historiens pensent que la date la plus probable d'exécution du plan était le 13 ou le 14 juillet 1944 quand Hitler séjournait dans sa résidence du Berghof dans les Alpes bavaroises.

## Plan
Le plan était d'abattre Hitler pendant sa promenade matinale quotidienne qu'il faisait sans réelle protection, pour se rendre au salon de thé du complexe du Berghof. Il était prévu de parachuter une équipe de deux ou trois hommes dans une zone proche du complexe. Ces soldats, l'un parlant couramment l'allemand et l'autre tireur d'élite devaient pénétrer ensuite dans le complexe et trouver une position de tir pour abattre Hitler. 
La sécurité entourant ce dernier était minimale car Hitler pensait que rien ne pouvait l'atteindre au Berghof. Plusieurs tentatives infructueuses avaient eu lieu pour le tuer, dont l'une pendant la préparation même de l'opération Foxley, planifiée par un officier allemand, Claus Schenk von Stauffenberg, lors du complot du 20 juillet 1944 à la Wolfsschanze, son QG en Prusse orientale. Mais la tentative de von Stauffenberg blessa seulement Hitler et eut pour conséquence une réduction radicale des apparitions publiques du dictateur nazi et une vigilance accrue de sa sécurité personnelle. Cela réduisit les possibilités d'autres tentatives.

## Plans précédents
Parmi les autres plans prévus précédemment, il y eut le dépôt d'un engin explosif dans le train d'Hitler. En effet, le SOE avait l'habitude de faire dérailler les trains, mais les horaires du Führer étaient trop irréguliers. Les gares n'étaient prévenues que quelques minutes avant son arrivée.
Empoisonner le thé qu'Hitler buvait quotidiennement fut considéré ensuite, mais abandonné par la complexité de l'application.

## Opération par tireur d'élite
La solution d'abattre Hitler par un tireur d'élite fut alors étudiée. Des informations obtenues auprès d'un ancien membre de la garde personnelle du dictateur révélèrent qu'au Berghof, Hitler faisait toujours une marche matinale, à peu près à la même heure, 10 heures, et d'une durée régulière de 20 minutes. Pendant cette marche, il voulait être seul, le laissant donc sans protection rapprochée surtout à proximité du bois d'où il était hors de vue des postes de sentinelles. De plus, chaque fois qu'Hitler était au Berghof, un drapeau nazi était hissé, drapeau visible de la ville voisine. Un tireur d'élite fut trouvé : le Capitaine Edmund Bennett, un officier britannique travaillant au Pentagone qui avait travaillé avant la guerre dans une usine de textile allemande, ce qui lui avait permis de maîtriser l'allemand couramment. Il fut briefé et le plan fut proposé. Un autre homme chargé de faire entrer le tireur dans le camp fut aussi trouvé, un Polonais parlant couramment allemand. Il y avait aussi un habitant de Salzbourg, à 20 km du Berghof, un dénommé Heidentaler, oncle d'un soldat capturé qui était un anti-nazi convaincu à Salzbourg, et se rendait régulièrement sur un champ de tir à 16 km du Berghof avec des commerçants partageant les mêmes opinions que lui. Le tireur d'élite et son compagnon polonais parlant allemand devaient être parachutés sur zone et aidés par Heidentaler, après avoir pu faire leur approche déguisés en troupes de montagne allemandes.
Mais il y avait des résistances au sein du SOE contre ce plan, principalement de la part du responsable de la section Allemagne, le lieutenant-colonel Ronald Thornley. Par contre, le général Templer qui prit le commandement de la section Allemagne élargie après le jour J, le soutenait. Winston Churchill y était aussi favorable.

## Abandon du plan
Le plan fut alors soumis à l'état-major mais ne fut jamais mis en pratique car il existait des controverses au sein de l'état-major britannique pour savoir si c'était ou non une bonne idée de tuer Hitler. Celui-ci était tellement mauvais stratège militaire que l'on croyait que quiconque lui succéderait serait un meilleur leader de l'effort de guerre allemand (en particulier Rommel). L'Allemagne était aussi presque vaincue et si Hitler était assassiné, il deviendrait un martyr pour certains et cela entretiendrait aussi l'idée dangereuse, après-guerre, que si Hitler n'avait pas été tué, l'Allemagne n'aurait pas été vaincue. Comme le but n'était pas seulement de battre l'Allemagne mais aussi d'abattre le nazisme, cela pouvait créer une situation gênante après le conflit. Au sein des autorités britanniques, il y avait de forts partisans pour et contre le plan qui ne fut donc jamais mis en pratique faute qu'une réelle décision soit prise. À la fin de novembre 1944, Hitler quitta le Berghof pour ne jamais y retourner. Il se suicida à la fin de la guerre le 30 avril 1945 dans le bunker de la chancellerie à Berlin.

## À la télévision
- 2005 : Killing Hitler. La BBC tourna un docu-fiction en 2 parties sur cette opération, nommé Killing Hitler, écrit et réalisé par Jeremy Lovering, mêlant reconstitutions, extraits d'archives, témoignages et analyse historique actuelle. Il est sorti en DVD (2005). En France, ce docu-fiction a été diffusé par France 2 en octobre 2006. Il est disponible aussi en DVD sous le titre Assassinez Hitler aux éditions Montparnasse.  Dans ce docu-fiction, un scénario a été imaginé par des historiens de la manière dont cette opération aurait pu se terminer et ce qui aurait pu arriver si elle avait réussi. Cela aurait sans doute terminé la guerre plus tôt, épargné de nombreuses vies militaires et civiles, ( certains l estiment à plus d un million de personnes si opérée en  juillet 1944 )des villes allemandes comme Dresde n'auraient pas été bombardées, les camps de concentration auraient fermé 9 mois plus tôt, etc. Cependant les analystes cités étaient d'accord pour dire que ce plan aurait probablement échoué pendant l'approche du commando.
- 2017 : Opération Foxley : l'assassinat d'Hitler. Réalisé par Pascal Richter et Guilain Depardieu, le documentaire Opération Foxley : l'assassinat d'Hitler a été diffusé par RMC Découverte le 16 juin 2017[1],[2] et LCP le 12 septembre 2018. diffuse aussi sur Planète + en juillet 2024